# میخاییلوفکا
میخاییلوفکا (به لاتین: Mixaylovka، هم‌اکنون بنووشِلی Bənövşəli) یک منطقه مسکونی در جمهوری آذربایجان است که در شهرستان گوی‌گول واقع شده است. میخاییلوفکا ۱۳۹ نفر جمعیت دارد.